# Muraena retifera
Espèce
Synonymes
- Murenophis punctata Castelnau, 1855

Muraena retifera est une des 200 espèces connues de murènes, de la famille des Muraenidae.

## Description et caractéristiques
C'est une murène d'allure caractéristique, mesurant 60 cm de longueur maximum, avec une robe présentant un motif réticulé clair sur un fond brun sombre. 
Comme plusieurs autres murènes, elle a la particularité d'avoir une seconde mâchoire au fond de la gorge.

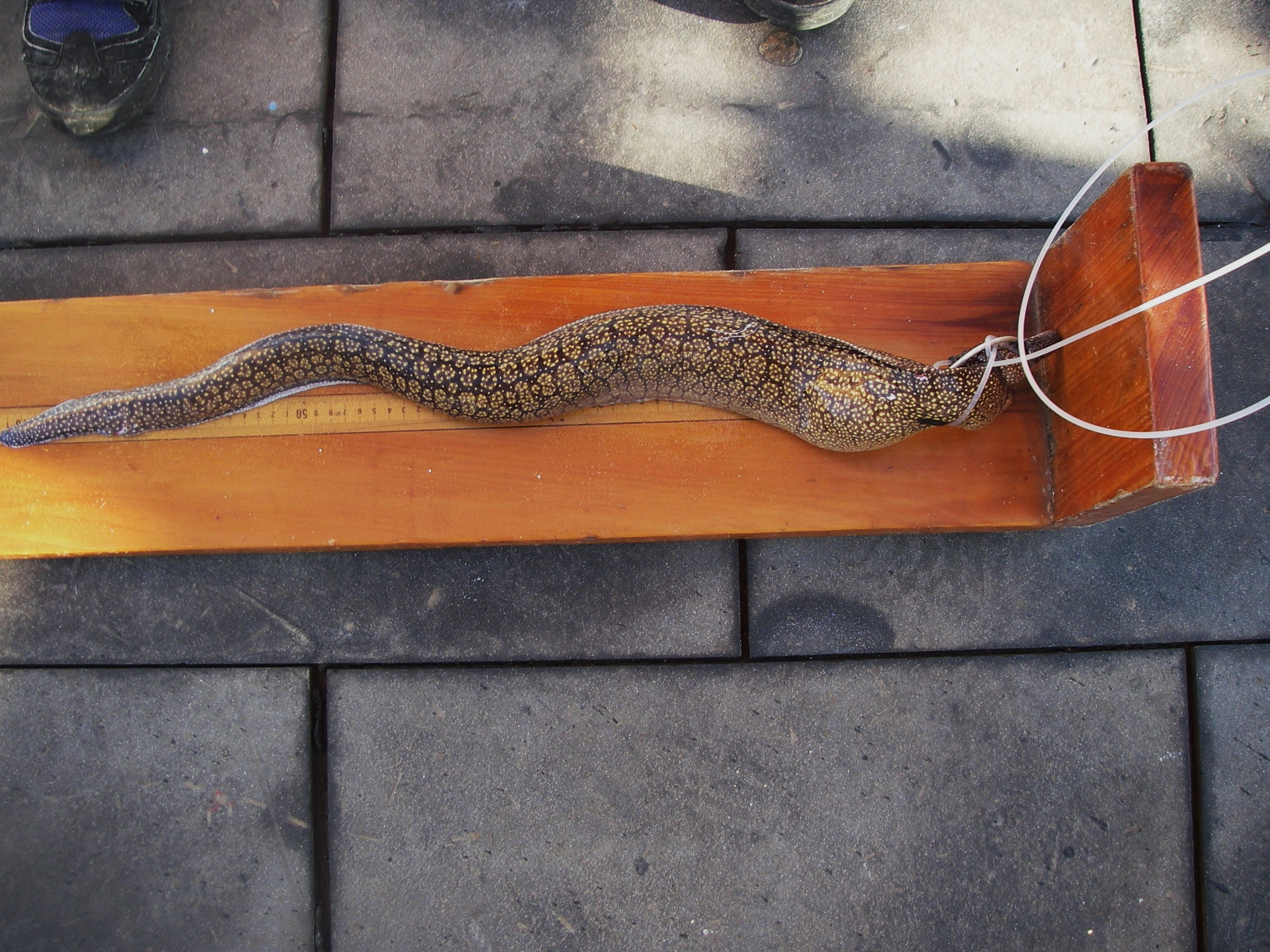
Muraena retifera.
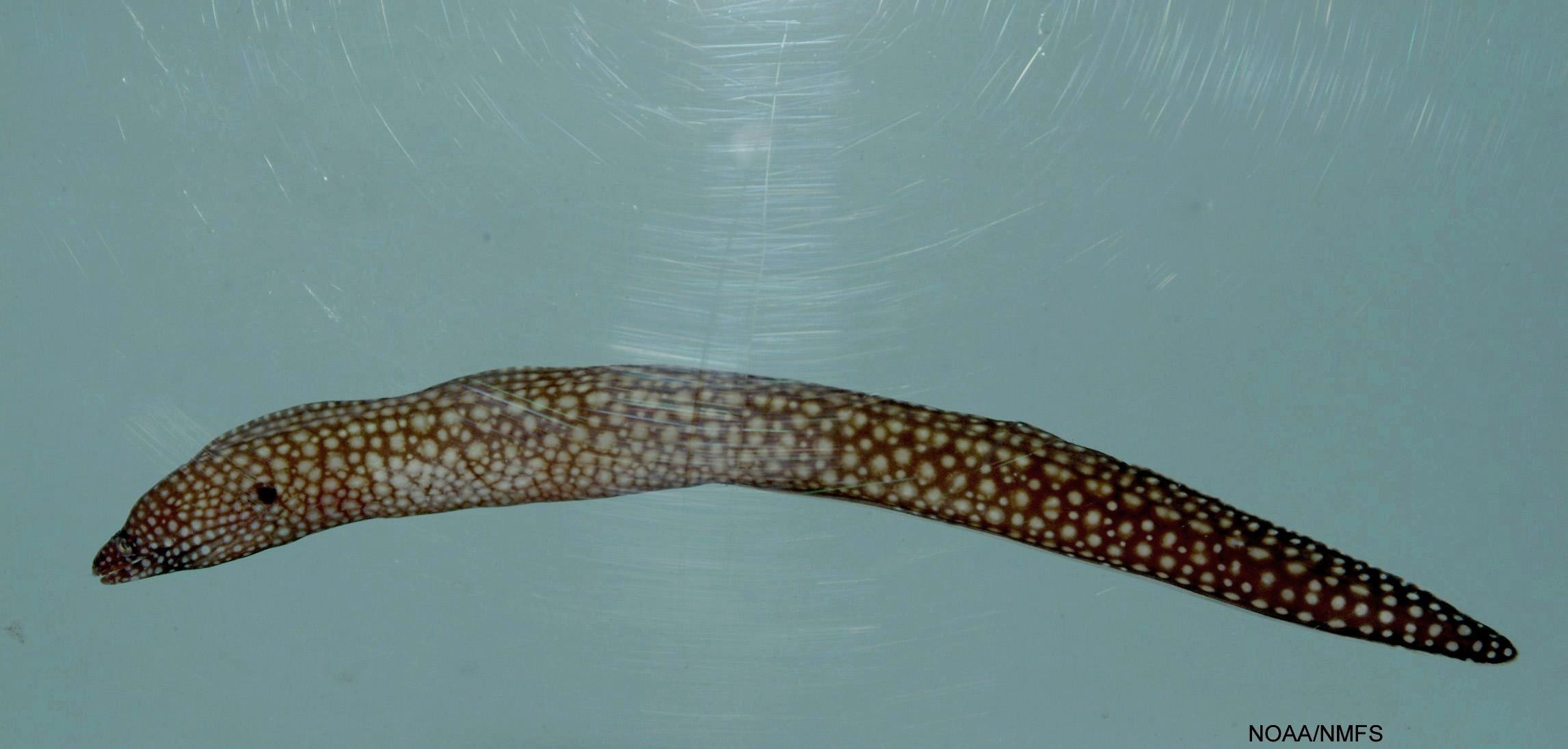

## Habitat et répartition
On trouve cette espèce dans l'Atlantique ouest, et principalement dans le golfe du Mexique et aux Caraïbes. On la trouve entre 10 et 76 m de profondeur, parfois jusqu'à 90 m.